# Arciechówek
Arciechówek [art͡ɕɛˈxuvɛk] est un village polonais de la gmina d'Iłów dans le powiat de Sochaczew et dans la voïvodie de Mazovie.